# Pirat (Fahrgeschäft)
Pirat ist die Bezeichnung eines Fahrgeschäftes, des Fahrgeschäftstyps Schiffschaukel der HUSS Maschinenfabrik GmbH & Co. KG. aus Bremen, welches im Jahr 1978 auf den Markt kam und mittlerweile ausschließlich als stationäre Parkversion von der Firma Huss Park Attractions unter dem Namen Pirate Ship weitervertrieben wird. Der Pirat ist sowohl in einer stationären Parkversion als auch in einer transportablen Reiseversion etwa 90 Mal realisiert worden und ist damit eines der erfolgreichsten Fahrgeschäfte der Firma HUSS, jedoch heute überwiegend nur noch in Freizeitparks zu finden, wo teilweise auch ehemals reisende Geschäfte installiert wurden. Die letzte reisende HUSS Schaukel in Deutschland war bis zur Saison 2015 das "Fun Schiff".

## Unvollständige Liste der gebauten Anlagen von HUSS (stationär und reisend)
| Name                 | Baunummer | Baujahr | Status     | Betreiber                              | Land                   | Vorbesitzer | Bemerkungen |
| -------------------- | --------- | ------- | ---------- | -------------------------------------- | ---------------------- | --- | --- |
| Alte Liebe           | 35 868    | 1978    | In Betrieb | Skyline Park                           | Deutschland            | 1978–1998 Schneider Deutschland | ehemalige Reiseanlage, seit 1999 im Skyline Park                                                                                 |
| Barataria Pirate     |           | 1999    | abgebaut   | Blue Bayou Dixie Landin'               | Vereinigte Staaten     | | 2019 geschlossen und abgebaut |
| Bateau Pirate        |           | 1988    | In Betrieb | La Ronde                               | Kanada                 | | |
| Exotic Pirat         | 37 440    | 1978    | In Betrieb | Magic Park Land                        | Frankreich             | Harry Stammler Schweiz, Erhard Stammler Schweiz, Häseli-Berghofer Schweiz, Häseli Schweiz | ehemalige Reiseanlage, in der Vergangenheit oft verkauft, seit ca. 2000 in Betrieb im französischen Freizeitpark Magic Park Land |
| Bateau Pirate        | 38 479    | 1992    | In Betrieb | Walygator Sud-Quest                    | Frankreich             | | |
| Black Buccaneer      |           | 1988    | abgebaut   | Chessington World of Adventures        | Vereinigtes Königreich | | 2018 geschlossen und abgebaut |
| Blackbeard's Fury    |           | 1981    | In Betrieb | Funfields Theme Park                   | Australien             | 1981–2009 Sea World Gold Coast Australien | seit 2011 im Funfields Theme Park in Betrieb                                                                                     |
| Blade                | 38 477    | 1980    | In Betrieb | Alton Towers                           | Vereinigtes Königreich | | |
| Bounty's Revenge     |           | 1986    | In Betrieb | Adventure World                        | Australien             | | |
| Captain's Curse      |           | 1980    | In Betrieb | M&D's Scotland's Theme Park            | Vereinigtes Königreich | 1980–1996 Blackpool Pleasure Beach, 1997–2006 Pleasureland Southport | 2008 wurde Captain's Curse im M&D's Scotland's Theme Park eröffnet                                                               |
| Caribbean Boat       |           | 1992    | In Betrieb | Walygator Grand Est                    | Frankreich             | | |
| Congo Queen          |           | 1998    | In Betrieb | Gold Reef City                         | Südafrika              | 1998–2018 Ratanga Junction Südafrika | 2020 wurde "Congo Queen" im Gold Reef City eröffnet                                                                              |
| Crazy Galleon        |           | 1984    | In Betrieb | Ocean Park                             | Volksrepublik China    | | |
| Das Fun Schiff       |           | 1978    | In Betrieb | Spencer & James Strokes                | Vereinigtes Königreich | 1978–1983 Bausch Deutschland, 1984–1984 Wade Shows Taiwan, 1985–2004 Randolf Schneider Vereinigte Staaten, 2005–2014 Holger Kramer Deutschland, 2016–2019 Southport Pleasureland Vereinigtes Königreich                                                | |
| Jolly Rocker         |           | 1979    | In Betrieb | Legoland Windsor                       | Vereinigtes Königreich | 1979–1980 Matz & Rasch Deutschland, 1980–1982 Jens Vorlop Deutschland, 1983–2009 Heide Park Resort Deutschland | 2010 wurde "Jolly Rocker" im Legoland Windsor eröffnet                                                                           |
| Fliegender Holländer |           | 1981    | In Betrieb | Hansa-Park                             | Deutschland            | | |
| Flying Cutless       |           | 1978    | In Betrieb | Lightwater Valley                      | Vereinigtes Königreich | 1978–1978 Franz Busch Deutschland, 1979–? Löwen Safari Park Tüddern Deutschland, ?–1985 PLeasurama Amusement Park Vereinigtes Königreich, 1986–1995 Rotunda Amusement Park Vereinigtes Königreich, 1996–2010 Dreamland Margate Vereinigtes Königreich, | 2011 wurde "Flying Cutless" im Lightwater Valley eröffnet                                                                        |
| Galion               |           | 1989    | In Betrieb | Walibi Rhône-Alpes                     | Frankreich             | | |
| Hook                 |           | 2002    | In Betrieb | Lihpao Land                            | Taiwan                 | | |
| Kontiki              |           | 1995    | In Betrieb | PortAventura Park                      | Spanien                | | |
| Nature's Bounty      |           | 1990    | In Betrieb | Kentucky Kingdom                       | Vereinigte Staaten     | | |
| Ngoko                | 35 863    |         | abgebaut   | Serengeti Park                         | Deutschland            | ?–1995 Thurner Österreich | ehemalige Reiseanlage, 1996 im Serengeti Park als "Kongo" eröffnet. 2023 geschlossen und abgebaut                                |
| Ocean Motion         | 40 989    | 1984    | In Betrieb | Calaway Park                           | Kanada                 | | |
| Ocean Motion         | 40 978    | 1981    | In Betrieb | Cedar Point                            | Vereinigte Staaten     | | |
| Piraat               |           | 1978    | In Betrieb | Attractiepark Slagharen                | Niederlande            | Rudolf Robrahn (Bremen) | ehemalige Reiseanlage "Hanseatic"                                                                                                |
| Pirate               | 38 473    | ?       | abgebaut   | Adventureland (Farmingdale, NY (USA))  | Vereinigte Staaten     | | steht derzeit zum Verkauf |
| Pirate               | 40 976    | 1981    | In Betrieb | Six Flags Darien Lake                  | Vereinigte Staaten     | | |
| Pirate               | 40 981    | 1982    | In Betrieb | Kennywood (West Mifflin, Pennsylvania) | Vereinigte Staaten     | | |
| Pirat                | 38 474    | ?       | In Betrieb | Bellewaerde                            | Belgien                | | |
| Pirat                | 39 383    | ?       | In Betrieb | Drievliet Family Park (Den Haag)       | Niederlande            | | |
| Pirat                | 38 476    | 1983    | In Betrieb | Hersheypark (Hershey, Pennsylvania)    | Vereinigte Staaten     | | |
| Pirat                | 40 974    | 1982    | In Betrieb | Benyland                               | Japan                  | | |
| Pirat                |           |         | abgebaut   | Bal Parc                               | Frankreich             | ca. 1993-ca. 2008 Mer de Sable Frankreich | Pirat in Bal Parc war von 2009 bis ca. 2016 in Betrieb                                                                           |
| Santa Maria          | 104 967   | 2003    | In Betrieb | Belantis                               | Deutschland            | | |
| Sturmschiff          | 49 114    |         | abgebaut   | Holiday Park                           | Deutschland            | | 1989 eröffnet, 2020 zeitweise außer Betrieb, 2021 geschlossen und abgebaut, Verbleib unbekannt                                   |
| Tidal Wave           | 38 472    | 1980    | In Betrieb | Lagoon                                 | Vereinigte Staaten     | | |
| Vikings              | 40 977    |         | In Betrieb | Dream World                            | Thailand               | | |